# Pristomerus fumidus
Pristomerus fumidus är en stekelart som beskrevs av Dasch 1979. Pristomerus fumidus ingår i släktet Pristomerus och familjen brokparasitsteklar. Inga underarter finns listade i Catalogue of Life.